# 동림폭포
| 조선민주주의인민공화국의 천연기념물 | 조선민주주의인민공화국의 천연기념물 |
| ----------------------------------- | ----------------------------------- |
| 동림폭포 (東林瀑布)                 |                                     |
| 천연기념물 제 69호                  |                                     |
| 소재지                              | 평안북도 동림군 고군영리            |

동림폭포(東林瀑布)는 평안북도 동림군(광복 당시 선천군 심천면) 고군영리 이태봉 남쪽에 있는 폭포이다. 관서팔경 중 하나로, '동림폭'(東林瀑), '옥포(玉瀑)'라고도 부른다. 물이 매우 맑고, 특히 용암(龍岩)같은 기암괴석은 모양이 특이하여 인기가 많다. 소나무와 참나무들이 같이 어우러져 더욱 빼어난 자연경관을 자랑하며 폭포 밑에는 룡담(龍潭)이라는 천연 저수지가 있다. 근처의 논이나 밭에도 많은 도움을 준다. 1930년대에는 인근의 경의선에 동림폭포역이라는 임시승강장이 생기기도 했다.